# Соколица (река)
Соколица (до 29 юни 1942 г. носи името Дуван дере) е река в Южна България – Област Хасково, община Тополовград и Област Стара Загора, община Гълъбово, ляв приток на река Сазлийка, от басейна на Марица. Дължината ѝ е 60,5 km, която ѝ отрежда 63-то място сред реките на България.
Река Соколица извира под името Сакарско дере на 713 m н.в. в южното подножие на връх Боговец (738 m) в планината Сакар. До село Орлов дол долината ѝ е дълбока и ориентирана на север, всечена в младолевантийска акумулационна повърхнина. След това завива на запад и протича в широка долина с малък надлъжен наклон. Влива се отляво в река Сазлийка от басейна на Марица на 86 m н.в., южно град Гълъбово. Преди изграждането на язовир „Розов кладенец“, реката се е вливала северно от града.
Площта на водосборния басейн на Соколица е 343 km2, което представлява 10,6% от водосборния басейн на Сазлийка. Основни притоци: → ляв приток; ← десен приток.
- → Орташко дере
- → Вряшка река
- ← Кондуздере
- → Капандере
- ← Махмудчукдере
- → Гюргенска река
- → Торлакдере
- → Циганска река
- → Кумлия

Речният режим на подхранване е с плувиален характер, което определя ясно изразен пролетен максимум на оттока – януари-май, а минимумът – юли-октомври.
По течението на реката са разположени 5 села:
- Област Хасково

- Община Тополовград – Орлов дол, Владимирово;

- Област Стара Загора

- Община Гълъбово – Мъдрец, Искрица, Обручище.

По самото течение на реката няма язовири, но по множество от притоците ѝ има изградени няколко микроязовира („Розов кладенец“, „Медникарово“, „Мъдрец“, „Червена река“ и др.) използвани за напояване и промишлено водоснабдяване.
В реката се развъждат шарани, сомове и др. видове риби.

## Топографска карта
- Лист от карта K-35-64. Мащаб: 1 : 100 000.
- Лист от карта K-35-64. Мащаб: 1 : 100 000.